# Oda Napoleonu (Schönberg)
Arnold Schönberg: Oda Napoleonu, skladba za recitatorja, klavir in godalni kvartet oz. godalni orkester, op. 41 (1942), besedilo: Lord Byron.
okviren čas trajanja: 16 minut

## Komentar skladatelja
»Kako mi je prišla na misel kompozicija Ode Napoleonu? Zveza skladateljev me je leta 1942 prosila, naj napišem komorno skladbo za njihovo koncertno sezono. Takoj sem bil prepričan, da ta skladba ne sme prezreti vznemirjenja človeštva ob zločinih, ki so vzpodbudili to vojno. Spomnil sem se Mozartove Figarove svatbe, ki podpira zavrnitev pravice prve noči, Schillerjevega Viljema Tella, Goethejevega Egmonta, Beethovnove Eroice in vedel sem, da je moralna dolžnost intelektualcev, da se postavimo proti tiraniji.
A to je bil le moj drugotni motiv. Dolgo sem premišljeval o globljem pomenu nacistične filozofije. Izredno me je begal en element: ničvrednost posameznikovega življenja v primerjavi s celoto družbe ali z njenim predstavnikom: kraljico ali führerjem. Nisem sprevidel zakaj bi morala cela generacija čebel ali Nemcev živeti le zato, da proizvedejo naslednjo generacijo iste vrste, katere vloga bo izpolnjevanje iste naloge - omogočiti rasi preživetje. Domneval sem celo, da čebele (ali mravlje) nagonsko verjamejo, da je njihova usoda, da postanejo naslednice človeške rase, ko se bo ta uničila, prav kot so naši predhodniki - velikani, čarovniki, zmaji, dinozavri in drugi - uničili sami sebe, tako da je zgodnji človek spoznal le nekaj osamljenih primerkov. Zmožnost čebel in mravelj, da oblikujejo države in da živijo po pravilih in zakonih, nesmiselnih in primitivnih, kakor se nam morda zdijo - ta zmožnost, edinstvena med živalmi, ima privlačno podobnost z našim življenjem, in v naši domišljiji se je porodila zgodba, ki jih kaže, kako rastejo v prevladujočo moč, velikost in obliko in ustvarjajo svet, ki se neskončno razlikuje od prvotnega panja.
Brez takega cilja bi bilo življenje čebel, skupaj s pobojem trotov in tisočih mladih matic, nesmiselno. Podobno bi bila tudi žrtvovanja nemške Nadrase nesmiselna brez cilja svetovne prevlade – le-ta je tudi močna motivacija za posameznika.
Preden sem uglasbil Byronovo besedilo, sem iskal navdih v Maeterlinckovem delu Življenje čebel. Upal sem, da bom v njem našel potrdilo za svoja občutja. A zgodilo se je ravno nasprotno: Maeterlinckova poetična filozofija pozlati vse, kar ni zlato samo po sebi. Njegove razlage so tako čudovite, da bi kdo morda zavrnil popravljanje njihovih napak, čeprav bi vedel, da so le poezija. Moral sem opustiti ta načrt in za svoj namen najti drugo snov.«

## Besedilo
| v angleščini: Lord George Noel Gordon Byron: Ode to Napoleon Buonaparte I. 'Tis done --- but yesterday a King! And arm'd with Kings to strive --- And now thou art a nameless thing: So abject --- yet alive! Is this the man of thousand thrones, Who strew'd our earth with hostile bones, And can he thus survive? Since he, miscall'd the Morning Star, Nor man nor fiend hath fallen so far. II. Ill-minded man! why scourge thy kind Who bow'd so low the knee? By gazing on thyself grown blind, Thou taught'st the rest to see. With might unquestion'd, --- power to save, Thine only gift hath been the grave, To those that worshipp'd thee; Nor till thy fall could mortals guess Ambition's less than littleness! III. Thanks for that lesson --- it will teach To after-warriors more, Than high Philosophy can preach, And vainly preach'd before. That spell upon the minds of men Breaks never to unite again, That led them to adore Those Pagod things of sabre sway With fronts of brass, and feet of clay. IV. The Triumph and th vanity, The rapture of the strife --- The earthquake voice of Victory, To thee the breath of life; The sword, the sceptre, and that sway Which man seem'd made but to obey; Wherewith renown was rife --- All quell'd! --- Dark Spirit! what must be The madness of thy memory! V. The Desolator desolate! The Victor overthrown! The Arbiter of others' fate A Suppliant for his own! Is it some yet imperial hope That with such change can calmly cope? Or dread of death alone? To die a prince --- or live a slave --- Thy choice is most ignobly brave! VI. He who of old would rend the oak, Dream'd not of the rebound: Chain'd by the trunk he vainly broke --- Alone --- how look'd he round? Thou, in the sternness of thy strength, An equal deed hast done at length, And darker fate hast found: He fell, the forest prowlers' prey; But thou must eat thy heart away! VII. The Roman, when his burning heart Was slaked with blood of Rome, Threw down the dagger --- dared depart, In savage grandeur, home --- He dared depart in utter scorn Of men that such a yoke had borne, Yet left him such a doom! His only glory was that hour Of self-upheld abandon'd power. VIII. The Spaniard, when the lust of sway Had lost its quickening spell, Cast crowns for rosaries away, An empire for a cell; A strict accountant of his beads, A subtle disputant on creeds, His dotage trifled well: Yet better had he neither known A bigot's shrine, nor despot's throne. IX. But thou -- from thy reluctant hand The thunderbolt is wrung --- Too late thou leav'st the high command To which thy weakness clung; All Evil Spirit as thou art, It is enough to grieve the heart To see thine own unstrung; To think that God's fair world hath been The footstool of a thing so mean; X. And Earth hath spilt her blood for him, Who thus can hoard his own! And Monarchs bow'd the trembling limb, And thank'd him for a throne! Fair Freedom! we may hold thee dear, When thus thy mightiest foes their fear In humblest guise have shown. Oh! ne'er may tyrant leave behind A brighter name to lure mankind! XI. Thine evil deeds are writ in gore, Nor written thus in vain --- Thy triumphs tell of fame no more, Or deepen every stain: If thou hadst died as honour dies, Some new Napoleon might arise, To shame the world again --- But who would soar the solar height, To set in such a starless night? XII. Weigh'd in the balance, hero dust Is vile as vulgar clay; Thy scales, Mortality! are just To all that pass away: But yet methought the living great Some higher sparks should animate, To dazzle and dismay: Nor deem'd Contempt could thus make mirth Of these, the Conquerors of the earth. XIII. And she, proud Austria's mournful flower, Thy still imperial bride; How bears her breast the torturing hour? Still clings she to thy side? Must she too bend, must she too share Thy late repentance, long despair, Thou throneless Homicide? If still she loves thee, hoard that gem, --- 'Tis worth thy vanish'd diadem! XIV. Then haste thee to thy sullen Isle, And gaze upon the sea; That element may meet thy smile --- It ne'er was ruled by thee! Or trace with thine all idle hand In loitering mood upon the sand That Earth is now as free! That Corinth's pedagogue hath now Transferr'd his by-word to thy brow! XV. Thou Timour! in his captive's cage What thoughts will there be thine, While brooding in thy prison'd rage? But one --- »The world was mine! » Unless, like he of Babylon, All sense is with thy sceptre gone, Life will not long confine That spirit pour'd so widely forth --- So long obey'd --- so little worth XVI. Or like the thief of fire from heaven, Wilt thou withstand the shock? And share with him, the unforgiven, His vulture and his rock! Foredoom'd by God --- by man accurst, And that last act, though not thy worst, The very Fiend's arch mock; He in his fall preserved his pride, And, if a mortal, had as proudly died! XVII. There was a day --- there was an hour, While earth was Gaul's --- Gaul thine --- When that immeasurable power Unsated to resign Had been an act of purer fame Than gathers round Marengo's name, And gilded thy decline, Through the long twilight of all time, Despite some passing clouds of crime. XVIII. But thou forsooth must be a king, And don the purple vest, As if that foolish robe could wring Remembrance from thy breast. Where is that faded garment? where Thy gewgaws thou wert fond to wear, The star, the string, the crest? Vain froward child of empire! say, Are all thy playthings snatched away? XIX. Where may the wearied eye repose When gazing on the Great; Where neither guilty glory glows, Nor despicable state? Yes --- one --- the first --- the last --- the best --- The Cincinnatus of the West, Whom envy dared not hate, Bequeath'd the name of Washington, To make man blush there was but one! | v slovenščini (prosti prevod): Lord George Noel Gordon Byron: Oda Napoleonu I. Dopolnjeno je --- včeraj kralj, oborožen za borbo s kralji, zdaj si brez imena in časti tako beden in vendar živ! Je mar to mož tisočerih prestolov, ki je zemljo pognojil s kostmi sovražnikov? Le kako lahko ob tem živi še naprej? Odkar je tisti padel, ki so ga zmotno imenovali Jutranja zvezda, ni ne človek ne demon padel tako globoko II. Nespametni človek! Zakaj bi še bičali takšne kot ti, ko si že sam tako globoko upognil koleno! Zamaknjenost vase te je oslepila, vendar so ostali ob tem spregledali. V svoji nepremišljeni čezmerni moči si le grobove podarjal tistim, ki so te oboževali. Šele po tvojem padcu smo smrtniki spoznali, kako neznatno je častihlepje! III. Hvala za poduk – bojevnike prihodnjih dni bo naučil tvoj zgled več kot vsi nauki, kar jih je visoka filozofija pridigala do današnjega dne. Ljudje ne bodo nikoli več tako brezumno uročeni, da bi združeni občudovali malike zamahov s sabljo s prsmi iz brona in z nogami iz ilovice. IV. Triumf in nečimrnost, slast bojnega meteža, vse pretresajoči glas Zmage so ti vdihovali življenje; meč, žezlo in zamah roke, ki so ga morali vsi ubogati, so te naredili slavnega. - Vse je propadlo! Mračni Duh! V kakšno blaznost te morajo pehati spomini! V. Uničevalec je uničen! Zmagovalec je padel! Gospodar nad usodami drugih zdaj moleduje za lastno usodo! Ali še vedno upaš na cesarstvo, da se lahko pomiriš s takšno menjavo sreče? Ali pa te v to sili le strah pred smrtjo? Umreti kot princ – ali živeti kot suženj – kako nizkoten pogum je bil potreben, da si izbral življenje! VI. Ta, ki je v starih časih hotel razklati hrast, ni sanjal o osvoboditvi: uklenjen v deblo, ki ga je zaman prelomil, le kako se je samoten oziral naokoli? Ti pa si v svoji silni moči naredil isto, le dlje bo trajalo. Še mračnejša usoda te je zadela: Oni je padel kot žrtev gozdnih plenilcev, ti pa si boš sam razžrl srce! VII. Rimljan, ki mu je goreče srce pogasila kri Rima, je odvrgel bodalo in se v divji veličini vrnil na svoj dom. Odšel je, saj je globoko zaničeval tiste, ki so prenašali njegov jarem, pa so ga vendar prepustili njegovi usodi! Njegova edina slavna ura je tista, v kateri se je odpovedal oblasti. VIII. Španec je, ko je njegova želja po gospodovanju izgubila svoj mrzlični čar, zamenjal krone za rožne vence in cesarstvo za meniško celico, strogo preštevanje zdravamarij, in globoke razprave o verskih resnicah. Igračkal se je z neumnostmi, pa saj boljšega ni poznal, le oltar pobožnjakarja in prestol tirana. IX. Tebi pa so iz obotavljive roke izvili grom in strelo. Prepozno si zapustil poveljniško mesto, na katerega se je obešala tvoja šibkost. Zli duh, kakršen si, se boš ob pogledu na lastni propad gotovo žrl v srcu. Kako je mogel lepi božji svet služiti za predpražnik tako ničevemu stvoru? X. Zemlja je krvavela zanj, da bi on ohranil svojo kri Vladarji so se trepetaje priklanjali in se mu zahvaljevali za svoje prestole! Lepa Svoboda! Morala bi nam biti draga, ko pa so tvoji najmogočnejši sovražniki tako ponižno kazali svoj strah! Oh! Nikoli še ni tiran v imenu svetlejše ideje zavajal človeštva! XI. Tvoja zla dejanja so zapisana s krvjo, a niso zapisana zaman. Tvoje zmage ne razglašajo več tvoje slave in je tudi več ne mažejo. Ko bi častno umrl, bi morda vstal kak nov Napoleon, in znova osramotil svet. A le kdo bi se hotel vzpeti v sončne višave le zato, da bi potem zgrmel v črno noč brez zvezd? XII. Položen na tehtnico tehta prah junaka prav toliko kot glina drhali. Tvoja tehtnica, Smrtnost, je enako pravična do vseh, ki preminejo. Vendar sem mislil, da živi velikani lahko navdihnejo višje iskre, ki osupljajo in pahnejo v obup: pa še prezira niso vredni, ti osvajalci sveta. XIII. In ona, žalujoča roža ponosne Avstrije? Tvoja še vedno cesarska nevesta; kako prenašajo njene prsi to mučno uro? Ali ti še vedno stoji ob strani? Ali se mora tudi ona ukloniti in deliti s teboj tvoje pozno kesanje in tvoj dolgi obup, ti morilec brez prestola? Če te še vedno ljubi, jo čislaj kot dragulj! Vredna je več kot krona, ki si jo izgubil! XIV. Pohiti na svoj mračni otok in zri na morje! Ta element lahko prenese tvoj smehljaj! Nikoli mu nisi zavladal! Ali pa naj tvoja brezdelna roka brez cilja črta po pesku! Ta Zemlja je postala svobodna! Zdaj je učitelj iz Korinta svojo razsodbo zalučal tebi v obraz. XV. Ti, Timur! Kaj boš le premišljeval, ko boš, zaprt v njegovo kletko, v zadrževanem besu jetnika obujal spomine. Le eno: »Svet je bil moj!« Če le ne boš, kot Babilonec, hkrati z žezlom izgubil tudi razuma. Življenje ne bo dolgo zadrževalo duha, ki se je tako na široko razlival in so se mu vsi uklanjali, čeprav je bil tako malo vreden. XVI. Ali pa boš tudi ti, tako kot tat nebeškega ognja, prenesel padec in, z njim, ki mu niso nikoli odpustili, delil kragulja in pečino? Obsojen od Boga in od ljudi preklet, tvoje zadnje dejanje sicer ni tvoj najhujši zločin, a z njim se nam kot Satan posmehuješ, le da je on še v padcu ohranil svoj ponos: ko bi bil smrtnik, bi tudi ponosno umrl. XVII. Nekega dne, ob neki uri, je svet pripadal Franciji – Francija tebi - Tedaj bi se lahko neizmerni, a še ne do kraja použiti oblasti odpovedal, in ta odpoved bi ti prinesla čistejšo slavo, kot si jo pridobil z zmago pri Marengu, in pozlatila tvoj propad, da bi sijal skozi somrak vseh časov, kljub oblakom zločina, ki ga zatemnjujejo. XVIII. A ti si moral biti kralj. Odel si se v škrlat, kot da bi ta norčevska halja lahko iztrgala vest iz tvojih prsi. Kje je zdaj ta obledela cunja? In pisana šara, ki si jo tako rad nosil, zvezda, lenta in perjanica? Ničeva, trmasta sirota lastnega cesarstva! Povej, so pobrali ti igrače? XIX. Kje naj počije utrujeno oko ob pogledu na Veličino, ki je ne kazita s krivdo omadeževana slava in zaničevanja vredna država? Je, eden --- prvi, poslednji in najboljši --- Cincinat Zahoda, ki mu zavistno sovraštvo ne pride do živega, ki nam zapustil je ime Washingtona. Človeštvo lahko le zardeva, da je bil tak le eden! |